# Coppa Italia (hockey su ghiaccio femminile)
La Coppa Italia di hockey su ghiaccio femminile è stata stata una competizione organizzata nel 2011-2012 dalla FISG, e che vedeva coinvolte tutte le squadre di serie A ed una selezione del campionato promozione.
Una edizione della Coppa Italia si era disputata anche durante le due stagioni precedenti, ma si trattava di una competizione riservata alle selezioni interregionali Nord-Est e Nord-Ovest under 18.

## Formula
Le quattro squadre di serie A si incontrano in un girone di andata e ritorno. Al termine del girone: 
- la prima classificata è direttamente qualificata alla finale;
- la seconda e la terza classificata si scontrano nella semifinale;
- la quarta classificata si scontra con una selezione del campionato promozionale.[1]

## Albo d'oro

### Under-18
- 2010-2011 - Selezione Nord Ovest
- 2011-2012 - Selezione Nord Est

### Senior
- 2011-2012 - EV Bozen Eagles